# Breno di Chialamberto
Breno è una frazione del comune di Chialamberto, nella città metropolitana di Torino. 

## Geografia fisica
È situato a 932 m sul livello del mare nelle valli di Lanzo.